# Замок Ивамура
Замок Ивамура (яп. 岩村城 ивамура-дзё:) — замок, расположенный в провинции Мино (Япония), в городе Ивамура, префектура Гифу. Основан в 1185 году.

## История
В период с XII по XVI век — феодальное владение клана Тояма. В 1572 году, после осады Ивамуры Такэда Сингэн завоевал замок и передал его Акаяме Нобутомо.
В 1575 году Ода Нобунага напал на замок и захватил его, отдав его в распоряжение Тоётоми Хидэёси. Хидэёси в свою очередь передал замок во владение Тамару Томодата.
После битвы при Сэкигараха замок перестал быть владением князя Токугава, и с 1601 года по 1638 год принадлежал Огую Даймё, с 1638 года до 1702 года — клану Нива, а с 1702 года до конца периода Токугава в 1868 году замком владел клан Исикава.
Разрушен в 1871 году. В настоящее время на месте замка разбит парк.

## Галерея

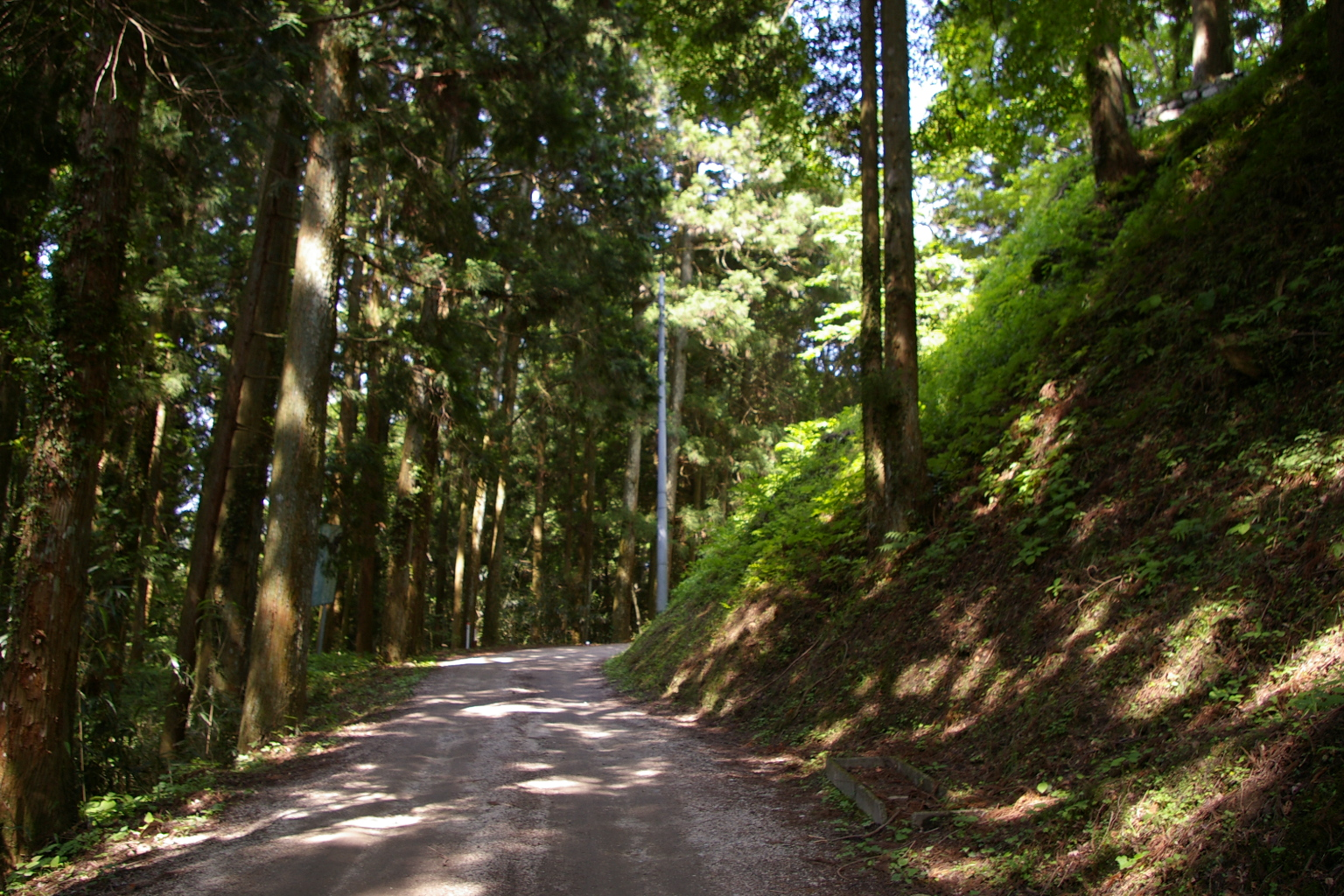
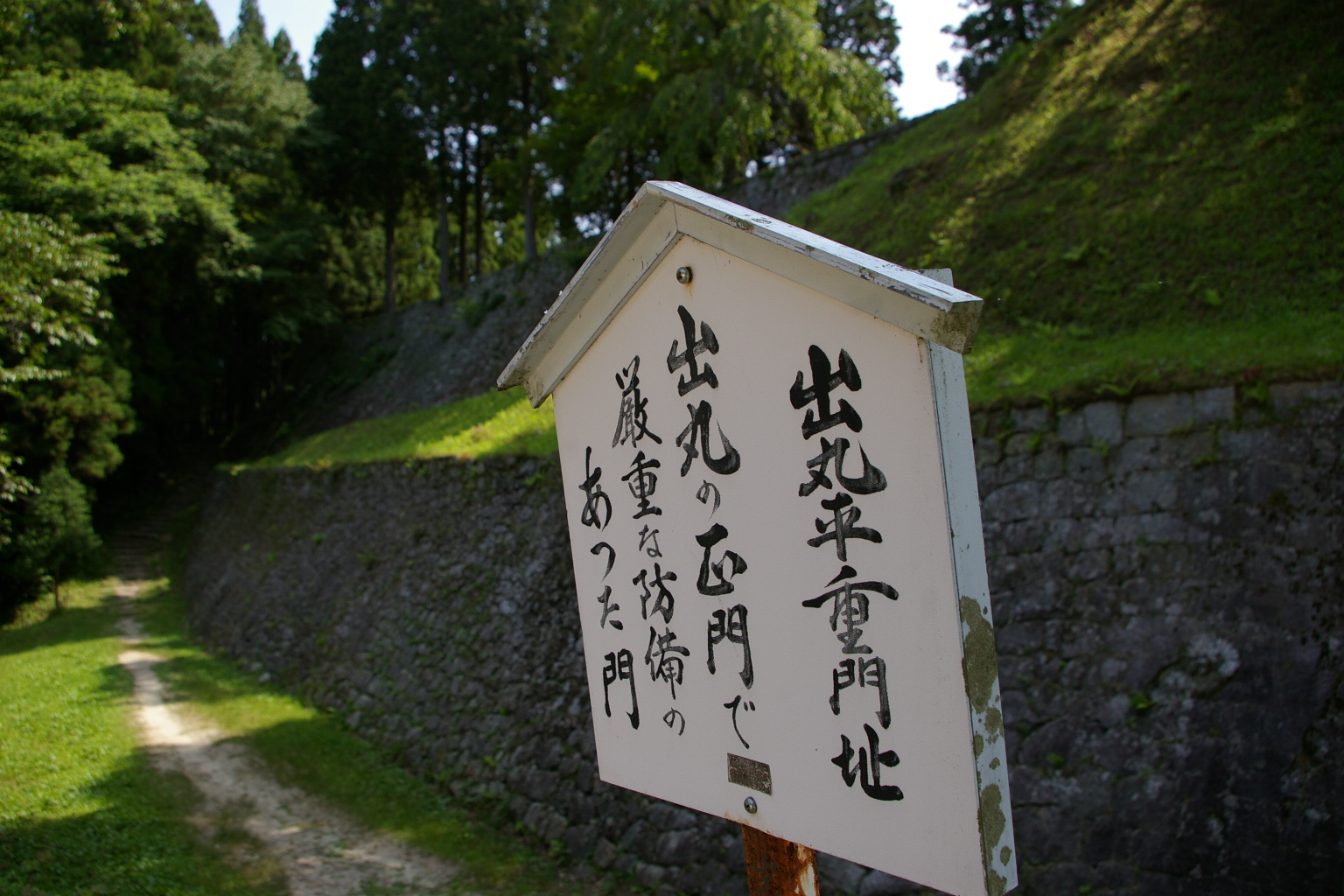
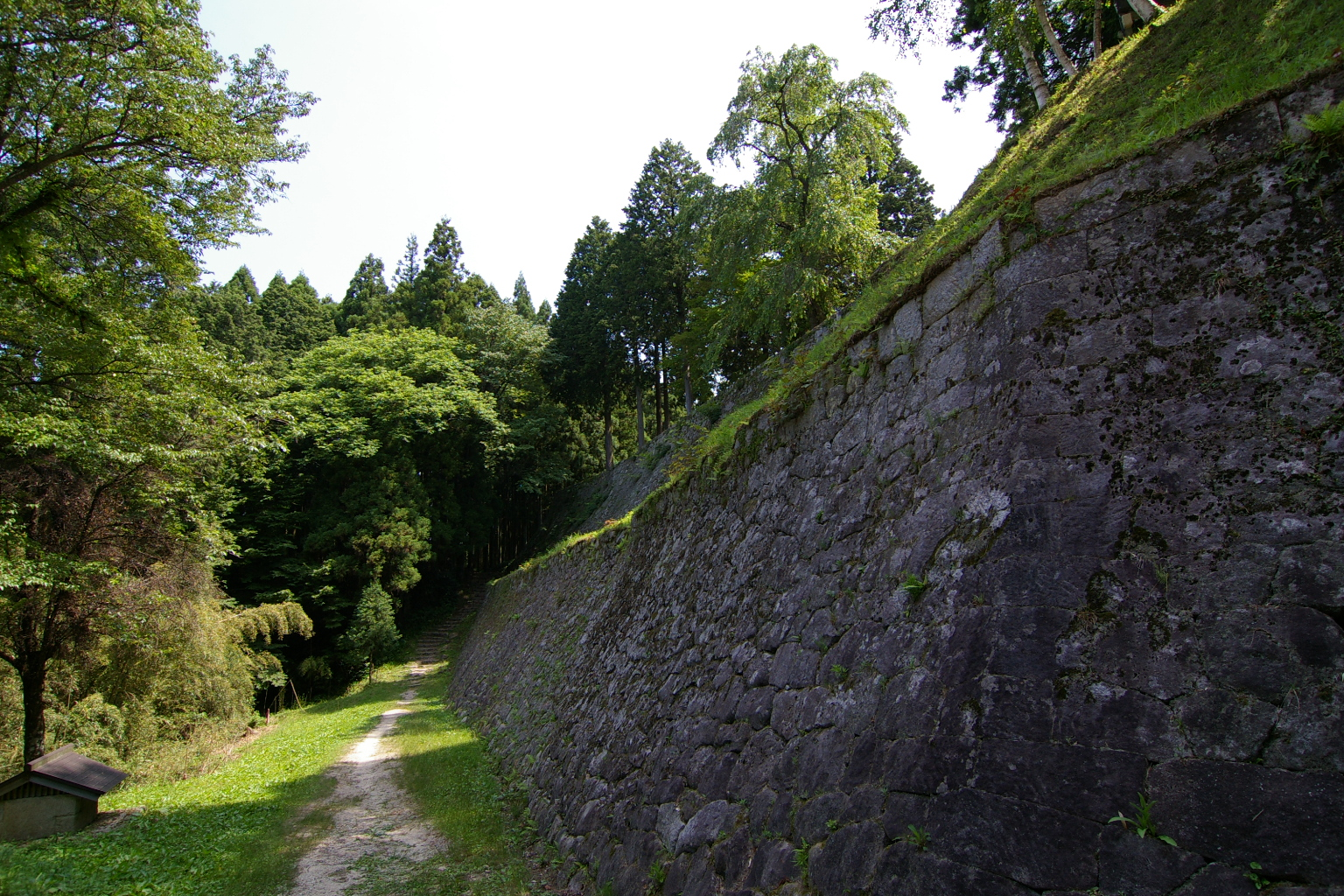
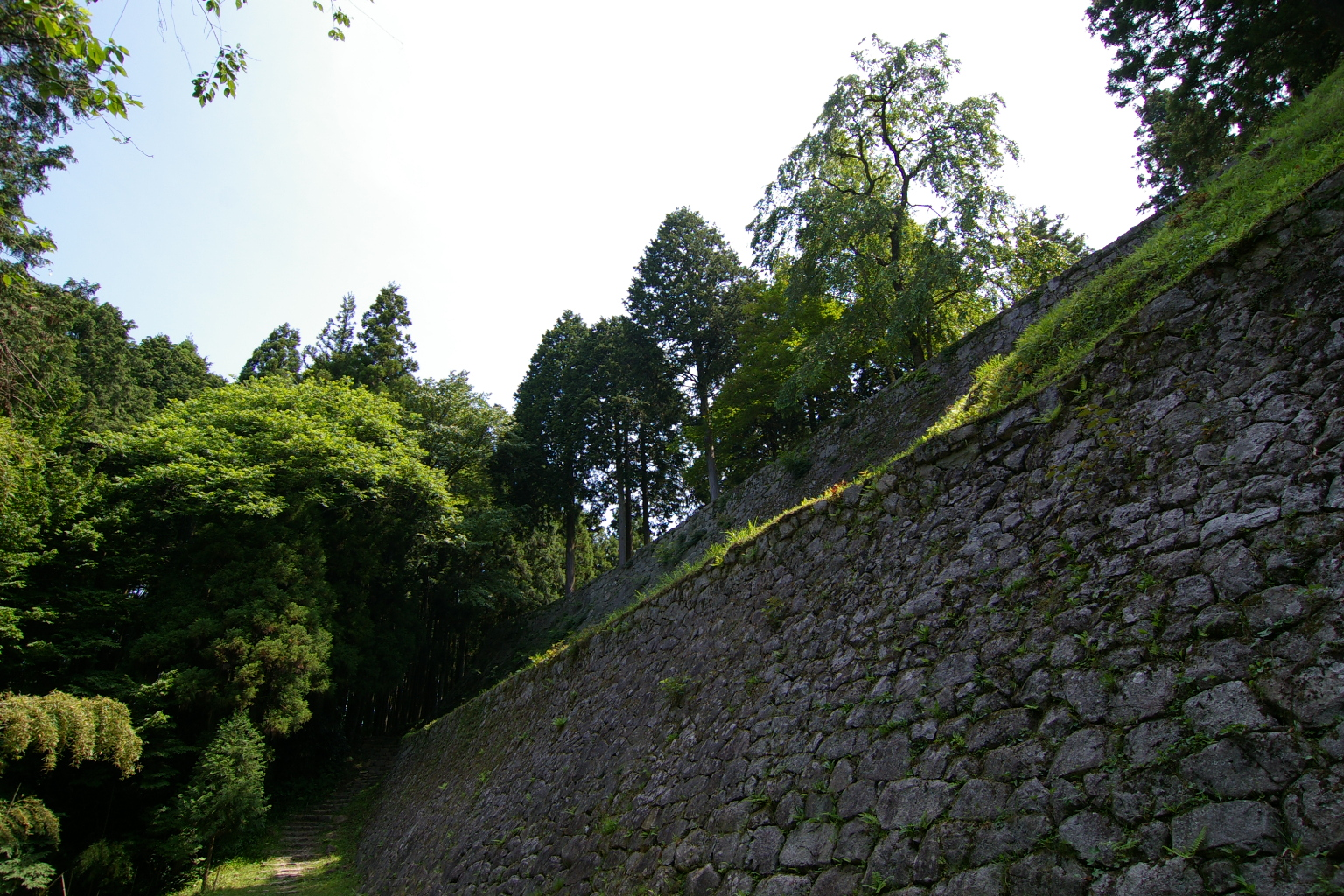
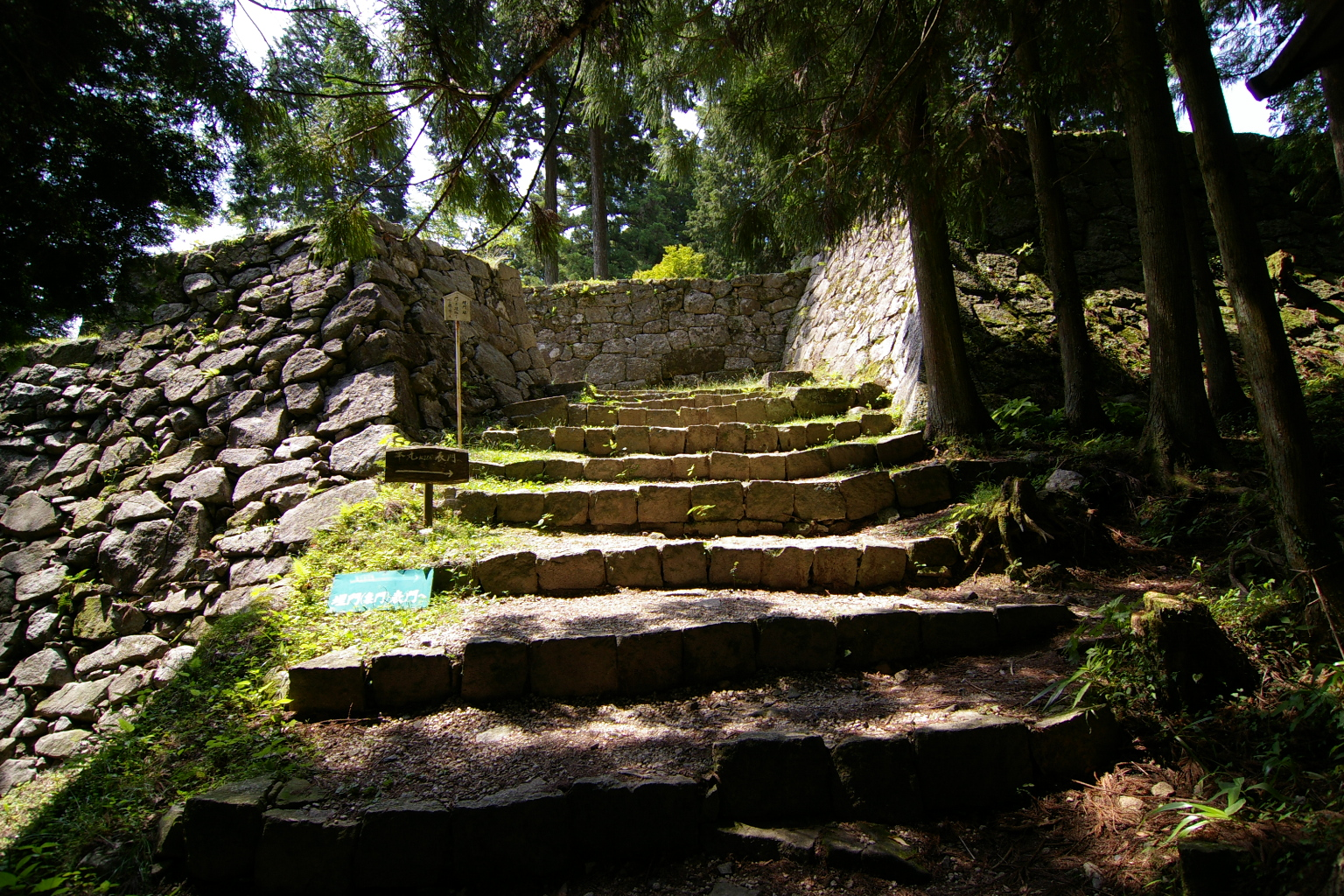
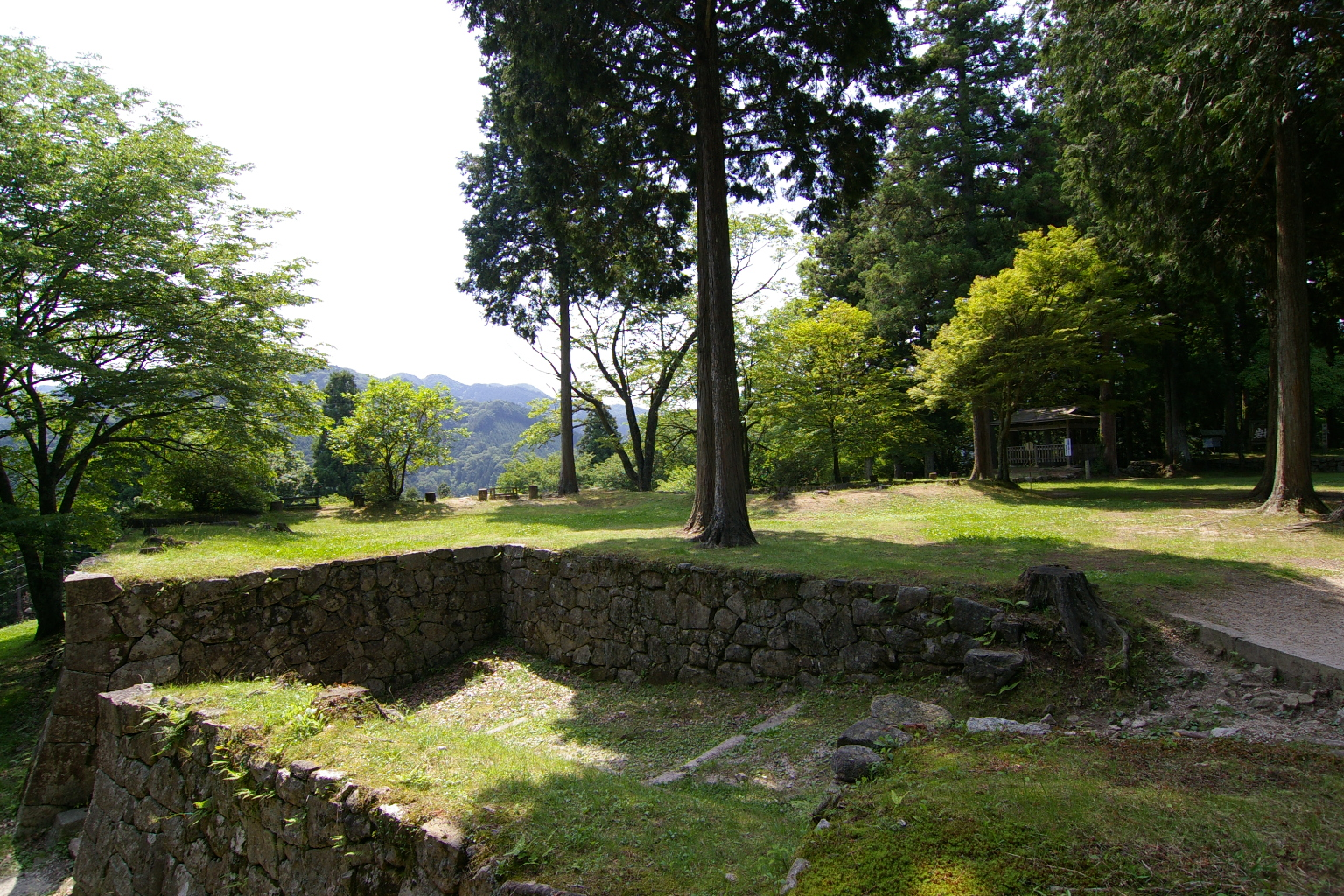
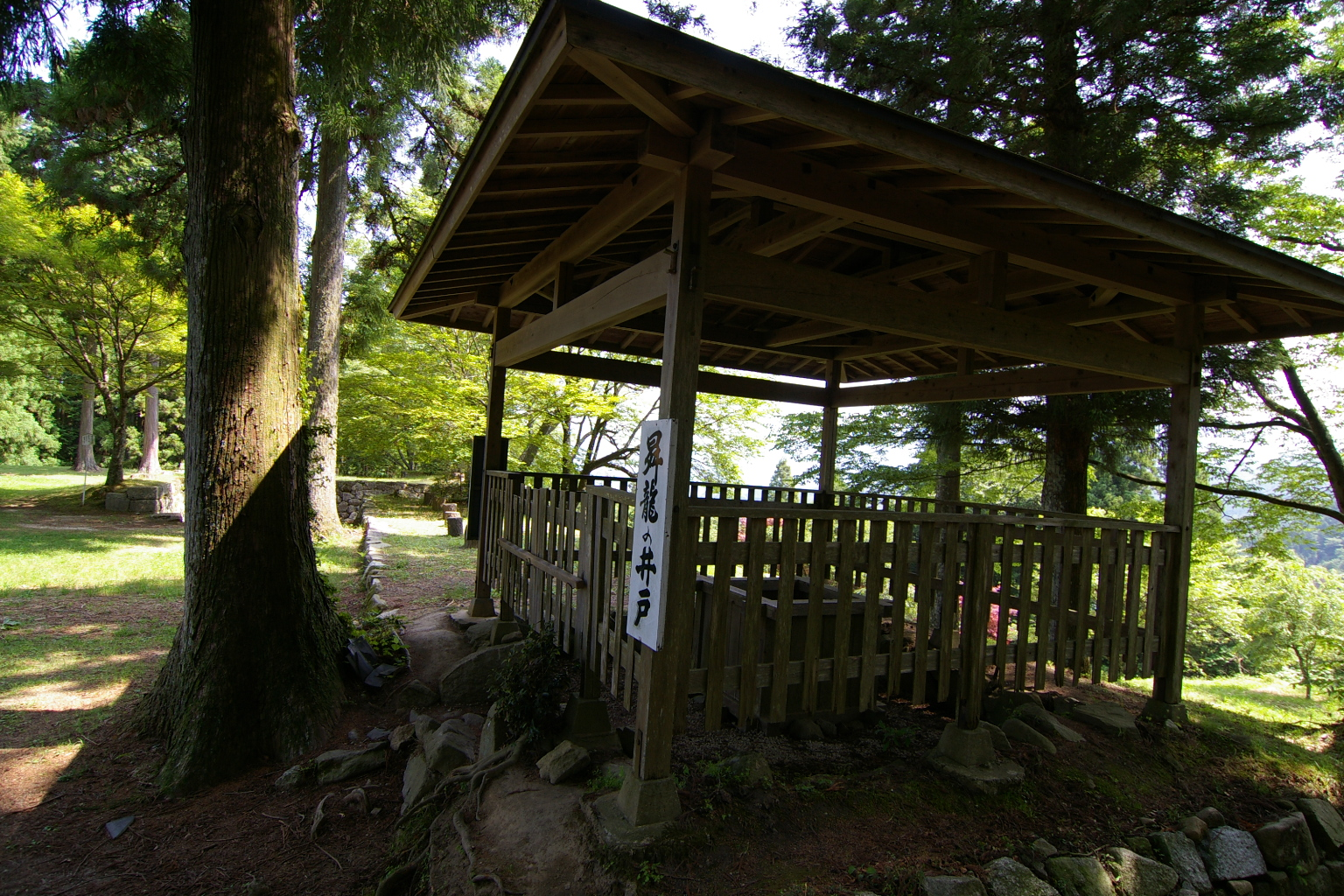
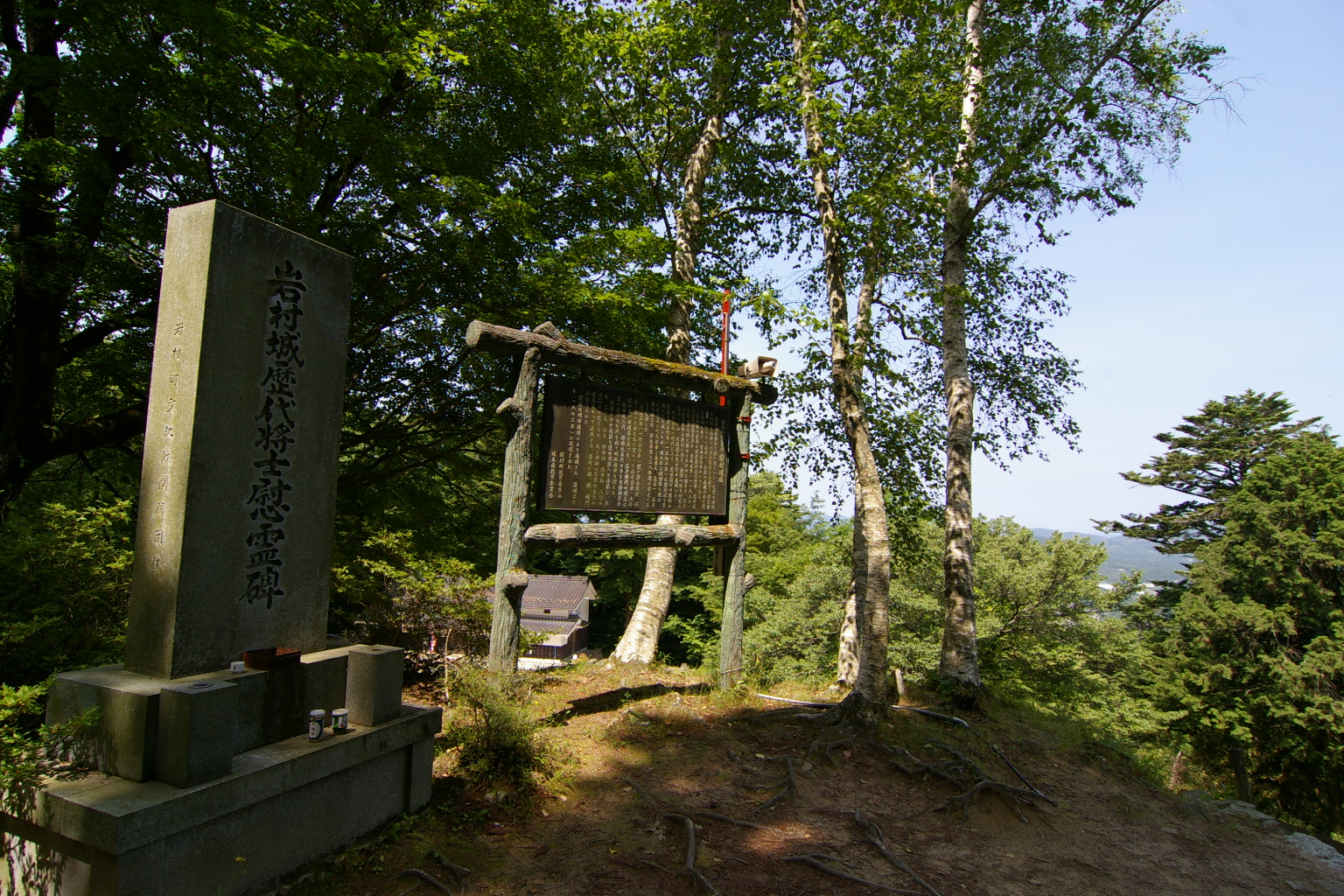
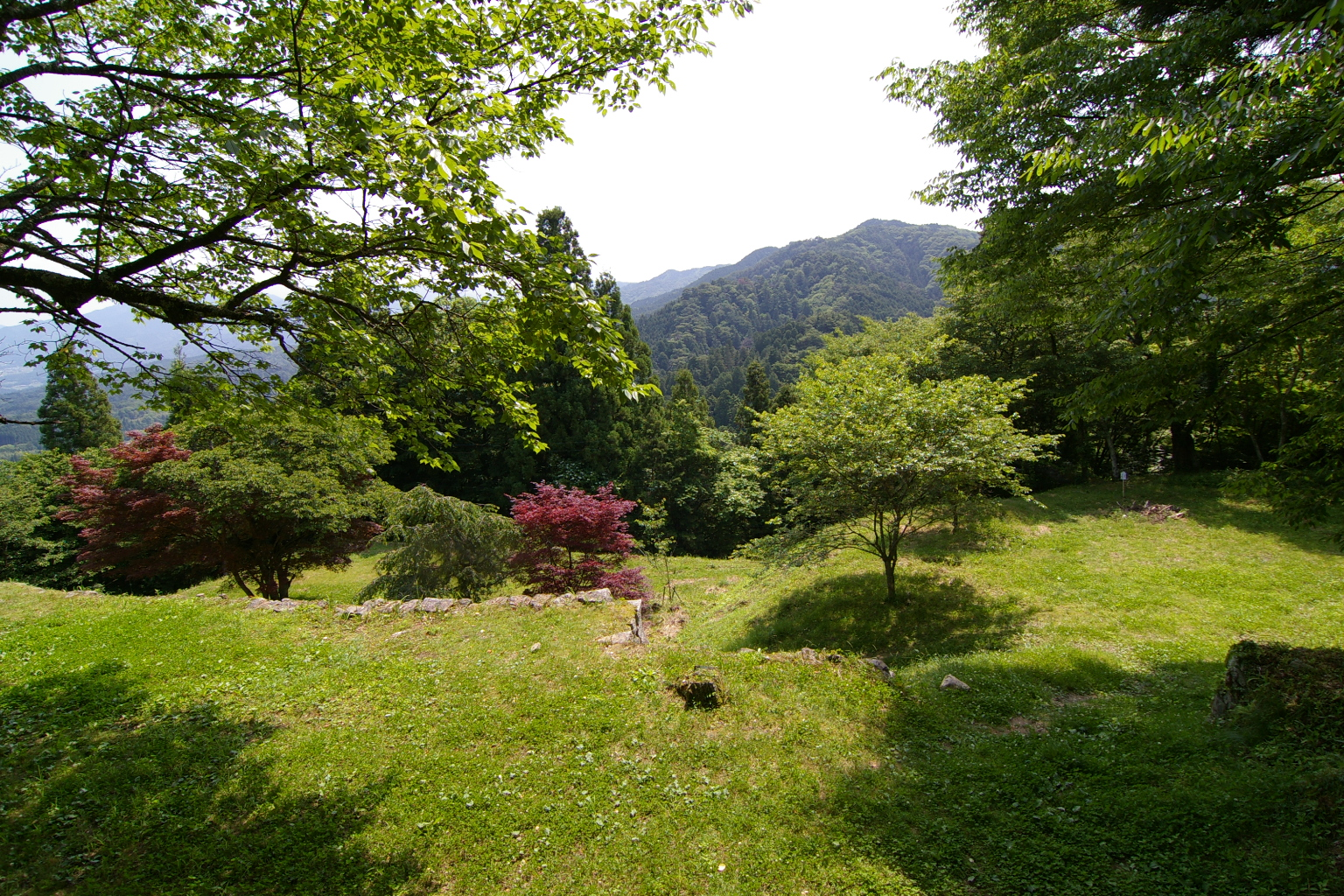
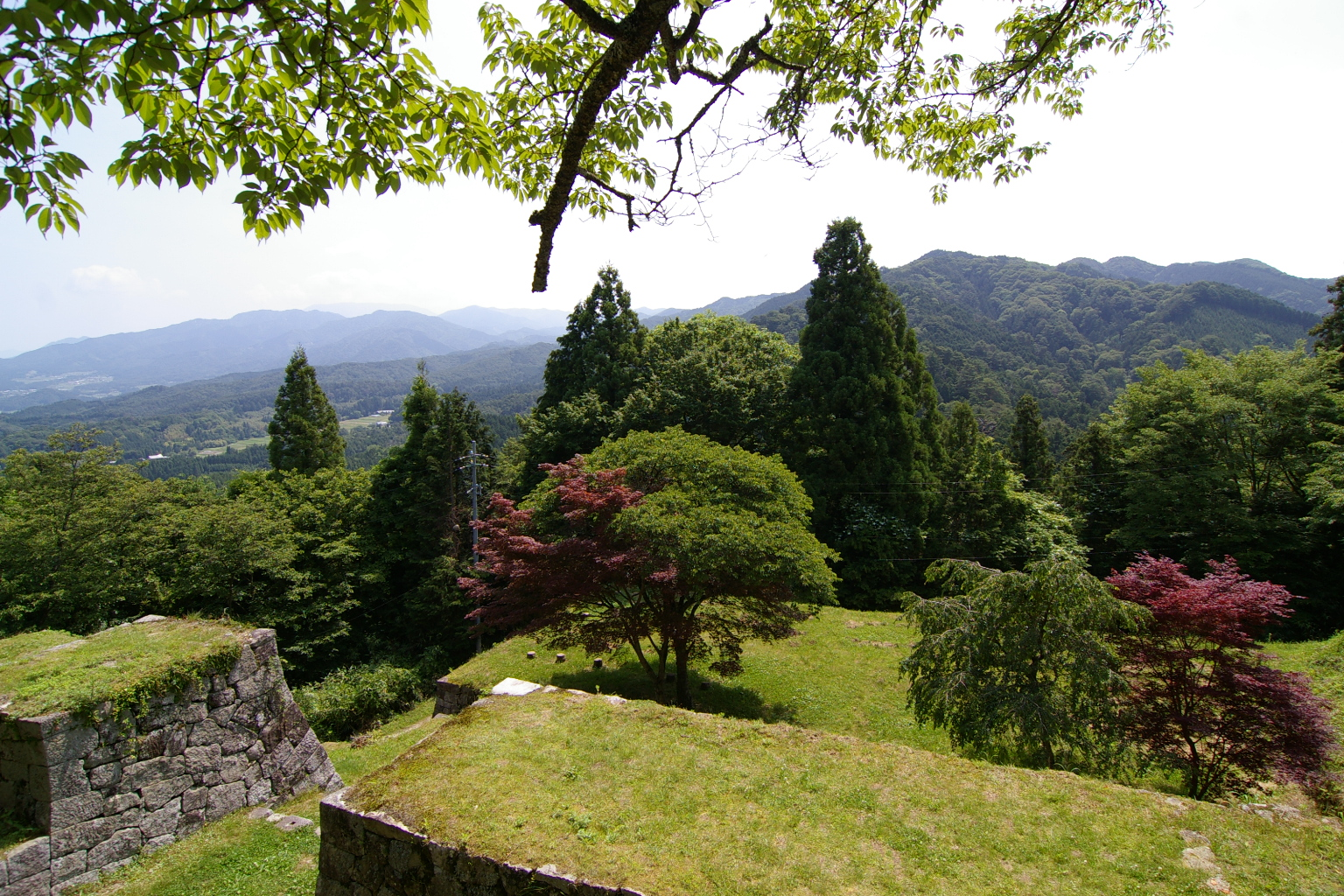
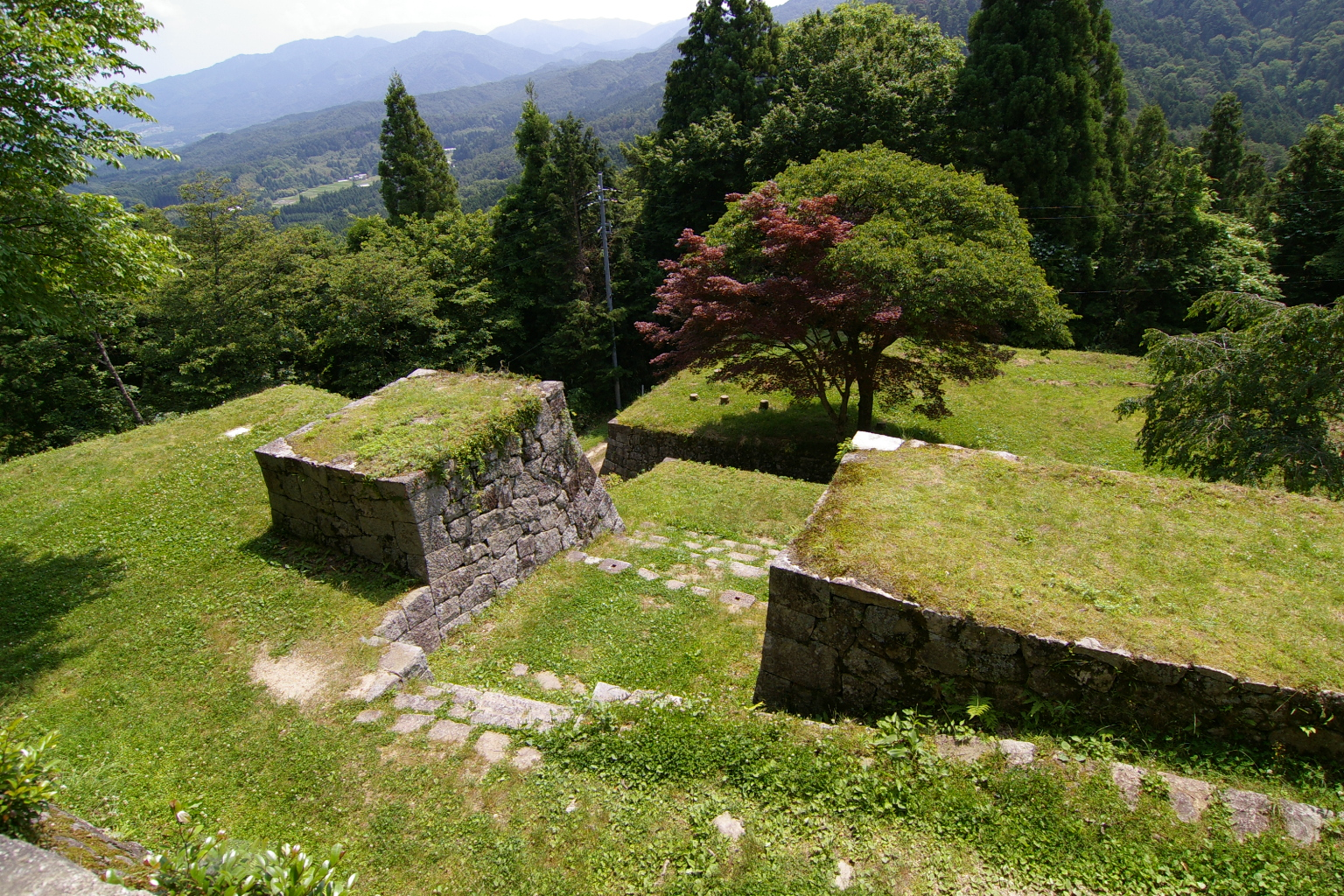
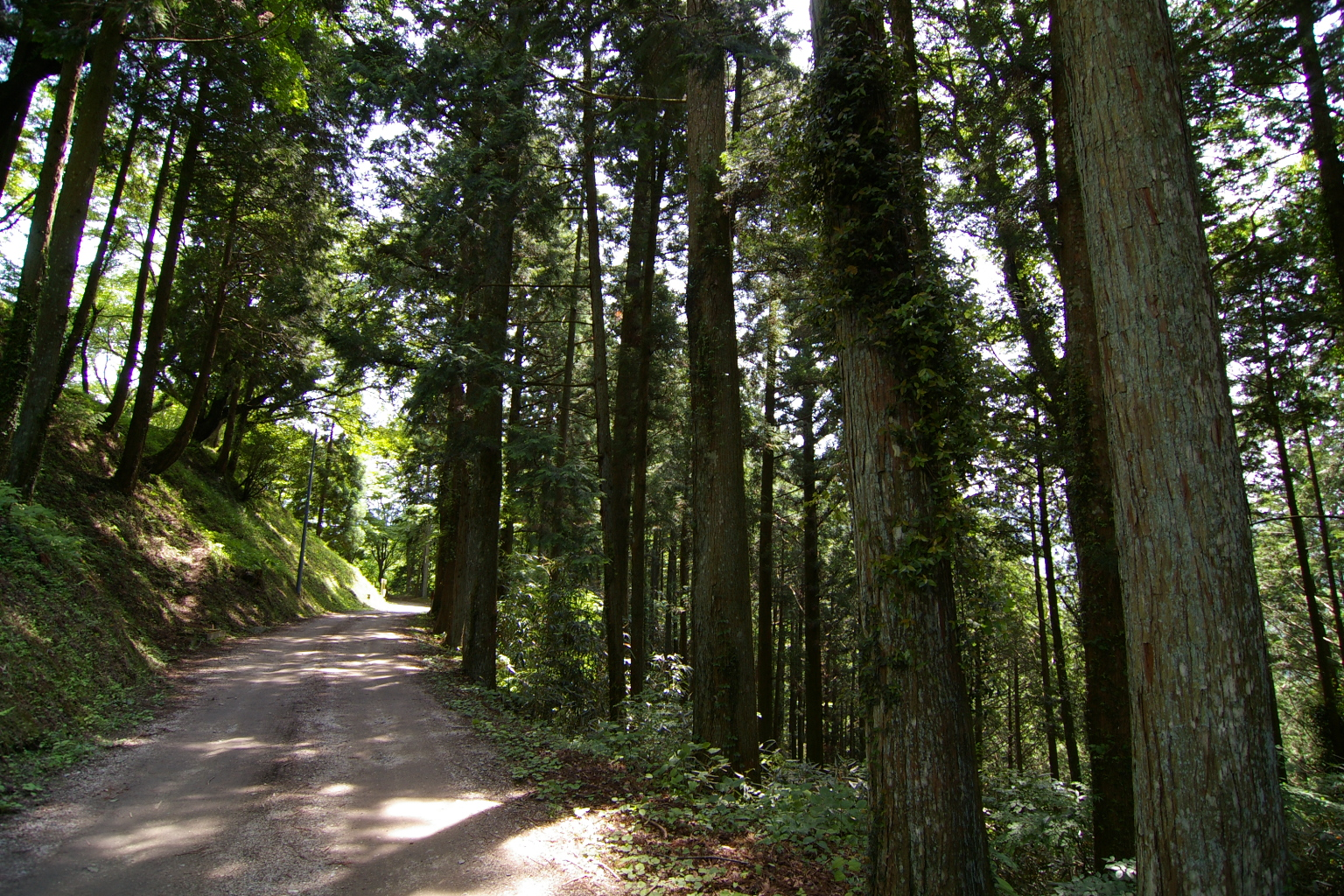